# Impatiens bhaskarii
Impatiens bhaskarii är en balsaminväxtart som beskrevs av J.R.N.Dessai, L.Joseph och Janarth. Impatiens bhaskarii ingår i släktet balsaminer, och familjen balsaminväxter. Inga underarter finns listade i Catalogue of Life.